# Filippo Re

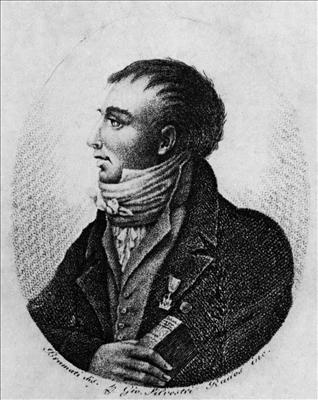
Filippo Re

Filippo Re (* 20. Juli 1763 in Reggio nell’Emilia; † 26. März 1817 ebenda) war ein italienischer Botaniker und Agrarwissenschaftler.

## Biografie
Filippo Re wurde als Sohn von Rinaldo und Marianna Vezzani geboren. Seine Familie stammte ursprünglich aus der Lombardei. Sein Großvater Antonio Re hatte 1720 von Herzog Francesco III. d’Este das Recht zur Steuereintreibung erhalten und war dadurch dermaßen wohlhabend geworden, dass er und seine Nachkommen den Titel eines Conte (vergleichbar mit dem deutschen Graf) erhielten.
Sein Studium bei den Jesuiten in Ravenna musste er wegen des Verbots des Ordens 1773 unterbrechen, konnte aber dennoch sein Diplom in Mathematikwissenschaften in der Reggio Emilia 1781 abschließen. In den folgenden Jahren unternahm der zunehmend von der Pflanzenwelt bzw. Botanik faszinierte Filippo Re ausgedehnte Forschungsreisen in den Apennin und die Toskana. Ein von ihm angelegtes Herbarium mit 7835 Einträgen kann noch heute im öffentlichen Palastmuseum von Reggio nell’Emilia besichtigt werden.
1790 erhielt er den Lehrstuhl für Agrarwissenschaften in seiner Heimatstadt.
Seit 1803 hatte Filippo Re einen Lehrstuhl an der Universität Bologna inne, von 1805 bis 1806 war er dessen Rektor. Aus diesem Grund sind sowohl der Botanische Garten der Universität als auch die angrenzende Straße in Bologna nach ihm benannt.
Nach der Restaurationszeit war Filippo Re Dozent für Botanik und Agrarwissenschaften an der Universität Modena. Er galt jahrzehntelang als einer der wichtigsten Theoretiker für Agrarwissenschaften in Italien und prägte den Diskurs des 19. Jahrhunderts maßgebend.
Filippo Re verstarb 1817 an Typhus.

## Bedeutung für die Agrarwissenschaften
Filippo Res Werke waren im Italien des 19. Jahrhunderts die meistrezipierten seines Faches. Bis zur Mitte des Jahrhunderts erschienen jeweils mehrere Neuauflagen. Danach folgte eine längere Zeit des Desinteresses, bis eine neue Welle der Aufmerksamkeit in den 1980ern und 1990ern aufkam und Filippo Re teils als Galileo Galilei der Agrarwissenschaft feierte oder ihn in seiner Bedeutung mit dem römischen Schreiber Columella verglich.